# Ronde van Spanje voor vrouwen
De Ronde van Spanje voor vrouwen (Spaans: La Vuelta España Femenina) is een meerdaagse wielerkoers voor vrouwen die sinds 2015 op de kalender staat en georganiseerd wordt door de Amaury Sport Organisation. De koers maakt vanaf 2016 deel uit van de UCI Women's World Tour. De eerste acht edities vonden tegelijkertijd plaats met het einde van de Ronde van Spanje voor mannen. De eerste drie jaar was het een eendaags criterium op de slotdag van de Ronde van Spanje voor mannen. Daarna groeide de wedstrijd gestaag naar een meerdaagse etappekoers. Vanaf 2023 is het een Grote Ronde die verreden wordt in mei.

## Geschiedenis
Vijf jaar na het verdwijnen van La Grande Boucle Féminine, de Ronde van Frankrijk voor vrouwen, werd in 2014 La Course by Le Tour de France geïntroduceerd op initiatief van Marianne Vos. Een jaar later volgde de vergelijkbare eendagswedstrijd op de laatste dag van de Ronde van Spanje onder de naam La Madrid Challenge by La Vuelta of kortweg Madrid Challenge.
In 2015, 2016 en 2017 was het een eendaagse koers welke middels een criterium over 87 kilometer (15 ronden van 5,8 km) in de stad Madrid werd verreden op de laatste zondag van de Ronde van Spanje, voorafgaand aan de laatste etappe voor de mannen. De edities van 2017, 2018 en 2019 waren een tweedaagse wedstrijd, welke bestond uit een tijdrit en een criterium.
Omdat niet enkel meer in of rond Madrid gekoerst werd, ging de wedstrijd verder door het leven als Ceratizit Challenge by La Vuelta. In 2020 was het een driedaagse koers met een rit in lijn, een tijdrit en een criterium. In 2021 bestond de wedstrijd uit vier etappes, met een tijdrit op de tweede dag. De slotrit finishte in Santiago de Compostella, net als de Vuelta voor mannen. In 2022 telde de wedstrijd vijf etappes, met op de eerste dag een ploegentijdrit aan de noordkust in de regio Cantabrië. De slotrit finishte weer in Madrid.
De wedstrijd werd in 2023 niet langer samen met de mannen in september verreden, maar in mei. Ook werd de wedstrijd onder de noemer La Vuelta España Femenina uitgebreid tot zeven etappes. In 2024 waren het er acht en in 2025 weer zeven.

## Erelijst

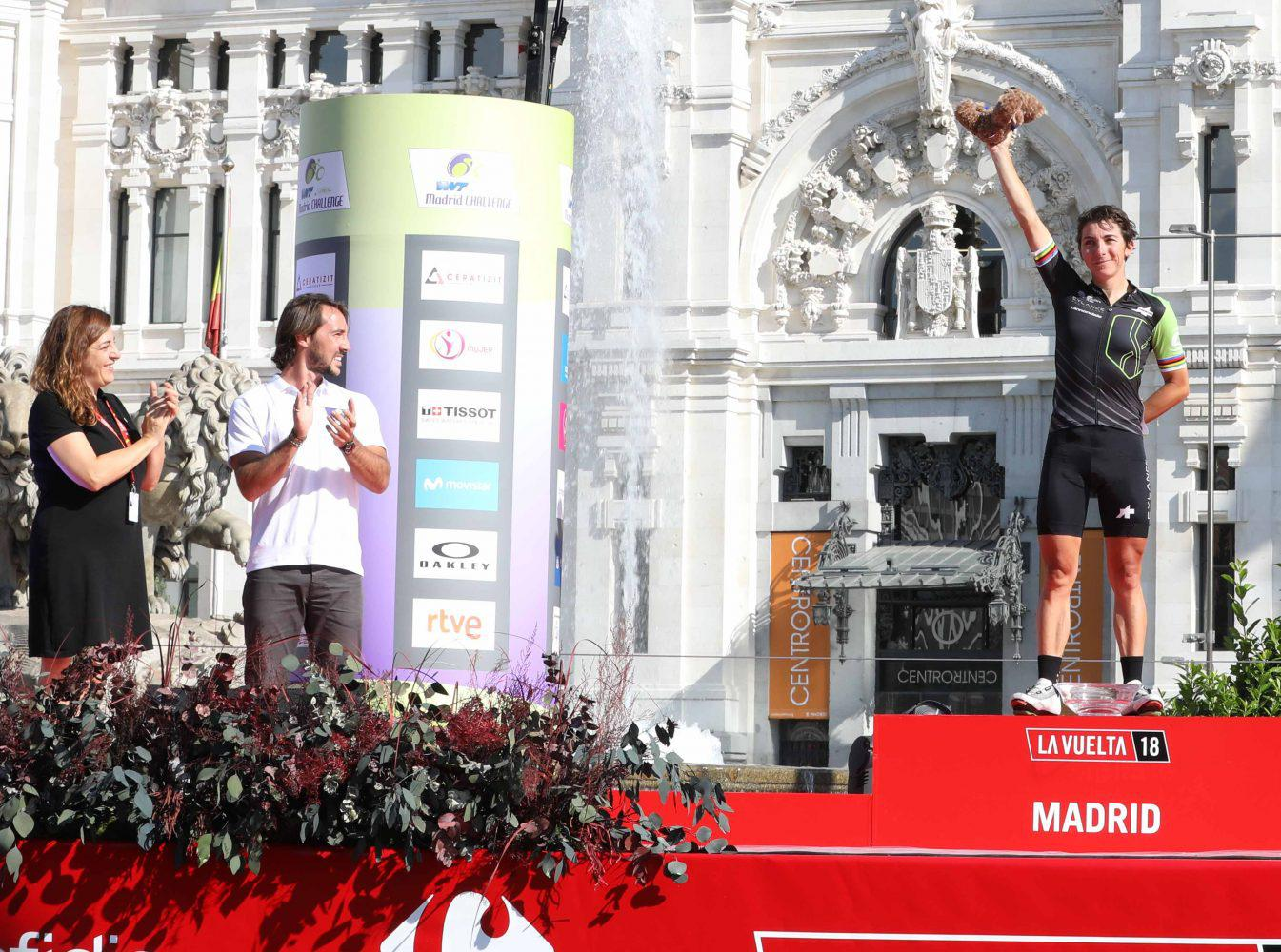
Giorgia Bronzini won in 2018 de slotrit in Madrid.

De eerste editie werd gewonnen door de Amerikaanse Shelley Olds, de Nederlandse Kirsten Wild werd derde. De tweede en derde editie werd gewonnen door de Belgische Jolien D'Hoore. De Nederlandse Ellen van Dijk volgde haar in 2018 op. Zij werd in 2019 opgevolgd door de Duitse Lisa Brennauer, de Nederlandse Lucinda Brand werd tweede. Brennauer won ook de editie van 2020, de Nederlandse Lorena Wiebes werd derde. De edities van 2021, 2022 en 2023 werden gewonnen door Annemiek van Vleuten; zij is daarmee recordhoudster. In 2022 werd Demi Vollering derde en in 2023 werd ze tweede en ze won de edities van 2024 en 2025. In 2024 werd ze geflankeerd door haar landgenote Riejanne Markus op plaats twee en in 2025 door landgenote Anna van der Breggen op plaats drie. 
| Jaar | Dagen | Afstand  | 1e                   | 2e                   | 3e                   |
| ---- | ----- | -------- | -------------------- | -------------------- | -------------------- |
| 2015 | 001   | 087,0 km | Shelley Olds         | Giorgia Bronzini     | Kirsten Wild         |
| 2016 | 001   | 087,0 km | Jolien D'Hoore       | Chloe Hosking        | Marta Bastianelli    |
| 2017 | 001   | 087,0 km | Jolien D'Hoore       | Coryn Rivera         | Roxane Fournier      |
| 2018 | 002   | 112,9 km | Ellen van Dijk       | Coryn Rivera         | Audrey Cordon-Ragot  |
| 2019 | 002   | 107,9 km | Lisa Brennauer       | Lucinda Brand        | Pernille Mathiesen   |
| 2020 | 003   | 189,9 km | Lisa Brennauer       | Elisa Longo Borghini | Lorena Wiebes        |
| 2021 | 004   | 341,3 km | Annemiek van Vleuten | Marlen Reusser       | Elise Chabbey        |
| 2022 | 005   | 477,8 km | Annemiek van Vleuten | Elisa Longo Borghini | Demi Vollering       |
| 2023 | 007   | 740,5 km | Annemiek van Vleuten | Demi Vollering       | Gaia Realini         |
| 2024 | 008   | 880,9 km | Demi Vollering       | Riejanne Markus      | Elisa Longo Borghini |
| 2025 | 007   | 904,4 km | Demi Vollering       | Marlen Reusser       | Anna van der Breggen |

### Overwinningen per land
| Overwinningen | Land              |
| ------------- | ----------------- |
| 6             | Nederland         |
| 2             | België, Duitsland |
| 1             | Verenigde Staten  |

### Meervoudige winnaars
| Overwinningen | Renster              | Jaren            |
| ------------- | -------------------- | ---------------- |
| 3             | Annemiek van Vleuten | 2021, 2022, 2023 |
| 2             | Jolien D'Hoore       | 2016, 2017       |
| 2             | Lisa Brennauer       | 2019, 2020       |
| 2             | Demi Vollering       | 2024, 2025       |

2015 · 2016 · 2017 · 2018 · 2019 · 2020 · 2021 · 2022 · 2023 · 2024 · 2025
World Cup:
1998 · 
1999 · 
2000 · 
2001 · 
2002 · 
2003 · 
2004 · 
2005 · 
2006 · 
2007 · 
2008 · 
2009 · 
2010 · 
2011 · 
2012 · 
2013 · 
2014 · 
2015
World Tour:
2016 · 
2017 · 
2018 · 
2019 · 
2020 · 
2021 ·
2022 ·
2023 ·
2024 ·
2025
Huidige koersen:
Tour Down Under · Cadel Evans Great Ocean Road Race · Ronde van de Verenigde Arabische Emiraten · Omloop Het Nieuwsblad · Strade Bianche · Ronde van Drenthe · Trofeo Alfredo Binda · Classic Brugge-De Panne · Gent-Wevelgem · Ronde van Vlaanderen · Parijs-Roubaix · Amstel Gold Race · Waalse Pijl · Luik-Bastenaken-Luik · Ronde van Chongming · Ronde van het Baskenland · Ronde van Burgos · RideLondon-Surrey Classic · The Women's Tour · Ronde van Zwitserland · Giro Donne · Tour de France Femmes · Ronde van Scandinavië · Bretagne Classic · Simac Ladies Tour · La Vuelta Femenina · Ronde van Romandië · Ronde van Guangxi
Voormalige koersen:
Philadelphia Cycling Classic · Ronde van Californië · Emakumeen Bira · La Course by Le Tour de France · Open de Suède Vårgårda